# Asplenium × boydstoniae
Asplenium × boydstoniae là một loài dương xỉ trong họ Aspleniaceae. Loài này được J.W. Short mô tả khoa học đầu tiên năm 1983.
Danh pháp khoa học của loài này chưa được làm sáng tỏ. 